# Smago! Award
Der smago! Award ist ein deutscher Musikpreis, mit dem Künstler seit 2011 für besondere Leistungen und Erfolge in der Schlagerszene im zurückliegenden Jahr geehrt werden. Initiator des Preises ist Andy Tichler, Gründer und Chefredakteur des Online-Magazins für deutsche Musik smago!

## Beschreibung
Der smago! Award wird seit 2011 verliehen. Tichler zufolge ist dieser Preis der Nachfolger des von Dieter Thomas Heck initiierten Schlagerpreises Goldene Stimmgabel, der 2007 eingestellt wurde. Ausgezeichnet können nur Künstler werden, die am Abend der Verleihung auch anwesend sind. Ausnahme: der Künstler ist an diesem Abend durch einen bereits gebuchten Auftritt verhindert. Es ist der erste Musikpreis, der durch eine elektronische Zeitschrift vergeben wird. Seit 2018 wird neben dem smago! Award in Deutschland separat eine Verleihung für die Region „Österreich & Südtirol“ veranstaltet.

## Veranstaltungen
| Veranstaltung     | Veranstaltungsort              | Stadt                 | Moderatoren                    |
| ----------------- | ------------------------------ | --------------------- | ------------------------------ |
| 7. Dezember 2011  | Kanadisches Blockhaus          | Aspach (bei Backnang) | Jürgen Drews                   |
| 28. November 2012 | Kulturzentrum                  | Weißenburg in Bayern  | Jürgen Drews                   |
| 20. November 2013 | Rhein-Main-Theater             | Niedernhausen         | Isabel Varell                  |
| 26. November 2014 | Best Western Premier Hotel MOA | Berlin                | Sascha Heyna und Isabel Varell |
| 10. Januar 2016   | Mercure Hotel MOA              | Berlin                | Sascha Heyna und Isabel Varell |
| 8. Januar 2017    | Mercure Hotel MOA              | Berlin                | Sascha Heyna                   |
| 10. Juni 2018     | Wasserschloss                  | Chemnitz-Klaffenbach  | Harry Blaha                    |
| 13. Januar 2019   | Mercure Hotel MOA              | Berlin                | Jan Kunath                     |
| 12. Januar 2020   | Mercure Hotel MOA              | Berlin                | Jan Kunath                     |
| 12. Juni 2021     | Mercure Hotel MOA              | Berlin                | Vincent Gross und Jan Kunath   |

| Veranstaltung | Veranstaltungsort | Stadt      | Moderatoren  |
| ------------- | ----------------- | ---------- | ------------ |
| 27. März 2018 | Hohenhaus Tenne   | Schladming |              |
| 26. März 2019 | Hohenhaus Tenne   | Schladming | Marc Pircher |

## Preisträger

### Deutschland

#### 2011
- Die Amigos, für „Erfolgreichstes Schlager-Duo des Jahres“
- David Brandes, für „Produzent des Jahres“
- Die Cappuccinos, für „Erfolgreichste Schlager-Gruppe des Jahres“
- Jürgen Drews, für „Vorläufiges Lebenswerk“
- Susan Ebrahimi, für „Radio-Shootingstar des Jahres“
- Annemarie Eilfeld, für „Newcomerin des Jahres“
- Ella Endlich, für ihr „Star-Appeal“
- Fantasy, für „Erfolgreichstes Schlager-Duo des Jahres“
- Uwe Frank, für „Handelspartner des Jahres“
- Christian Franke und Edward Simoni, für „Comeback des Jahres“
- Roland Kaiser, für „Wiederauferstehung des Jahres“ (Verleihung am 19. Februar 2012, während der großen NDR 1 Radio Niedersachsen Schlager-Starparade)[8]
- Christian Lais und Ute Freudenberg, für „Radio-Hit des Jahres“ (Über den Dächern von Berlin)
- Norman Langen, für „Newcomer des Jahres“
- Olaf, für „Newcomer des Jahres“
- Isabel Varell, für ihre „Vielseitigkeit“
- Laura Wilde, für „Newcomerin des Jahres“

#### 2012
- Die Amigos, für „Erfolgreichstes Schlager-Duo des Jahres“
- Maxi Arland, für „Entertainer / TV-Gesicht des Jahres“
- Charly Brunner, für „Erfolgreichstes solo Comeback“
- Sebastian Charelle, für „Newcomer / Aufsteiger des Jahres“
- Die Dorfrocker, für „Erfolgreichste Gruppe des Jahres“
- Uwe Frank, für „Handelspartner des Jahres“
- Franziska, für „Aufsteigerin des Jahres“
- Ute Freudenberg, für „Album des Jahres (Willkommen im Leben) + 40 jähriges Bühnenjubiläum“
- Andreas Gabalier, für „Erfolgreichster Sänger des Jahres“
- Christian Lais, für „Erfolgreichster Radio-Künstler der letzten fünf Jahre“
- Tanja Lasch, für „Hit-Tipp / Ausblick 2013“
- Maria Levin, für „Newcomerin / Entdeckung des Jahres“
- Patrick Lindner, für „Gute-Laune Hit des Jahres“ (Schenk mir deinen Talisman)
- Michelle, für „Erfolgreichste Sängerin des Jahres“
- Melanie Miric, für „Shooting Star / Durchstarterin des Jahres“
- Manni Schulte, für „Vorläufiges Lebenswerk“
- Karl-Heinz Schweter und Michael Sommer, für „Veranstalter des Jahres“ (Große Schlager-Starparade)
- Simone, für „Erfolgreichste Sängerin Österreichs“
- Michael Wendler, für „Erfolgreichster Popschlager-Star des Jahres“[9][10]

#### 2013
- Die Amigos, für „Erfolgreichstes Schlager-Duo des Jahres“
- Lindt Bennett, für „Radio-Durchstarterinnen des Jahres“
- Die Cappuccinos, für „Video-Clip des Jahres“ (Wie geil ist das denn?)
- Cora, für „Erfolgreichstes Frauen-Duo“
- Jürgen Drews, für „Erfolgreichste Schlager-Single des Jahres eines Sängers (Kornblumen) / Beste Chart-Platzierung seines Lebens in den deutschen Album-Charts“ (Kornblumen)
- Annemarie Eilfeld, für „Erfolgreichste Cover-Version des Jahres“ (Es geht vorbei)
- Fantasy, für „Bester Live-Act – Auf dem Schlager-Olymp angekommen“
- Uwe Frank, für „Handelspartner des Jahres“
- André Franke, für „Entdecker, Förderer, Songwriter und Produzent von Linda Hesse“
- Jean Frankfurter, für „Erfolgreichster Schlager-Komponist und Produzent aller Zeiten / Erfolgreichstes Album des Jahres“ (Farbenspiel)
- Ute Freudenberg & Christian Lais, für „Duett-Album des Jahres (Spuren von uns) / Duett-Tournee des Jahres“
- Duo Goldstars, für „Schlager-Aufsteiger des Jahres“
- H&N, für „Comeback des Jahres“
- Dieter Thomas Heck, für „Lebenswerk“
- Ragnhild Heck, für „"Danke-Award" für ihr soziales Engagement sowie als "größte Stütze" von Dieter Thomas Heck“
- Christian Lamping, für „Magazin des Jahres“
- Liane, für „Schlagerstern“
- Linda Hesse, für „Durchstarterin des Jahres“
- Sascha Heyna, für „Innovativstes neues TV-Format“ (Sascha’s Starparade)
- Chris Howland, für „Radio Lifetime Award - 60 Jahre On Air“
- Veronika Jarzombek, für „TV-Promoterin des Jahres“
- Marianne & Michael, für „Das Traumpaar der Volksmusik“
- Peter Michael, für „Schlager-Hoffnung des Jahres“
- Nicki, für „30 Jahre Bühne“
- Nik P., für „Song des Jahres“ (Berlin) und „Jahrtausend-Hit“ (Ein Stern (… der deinen Namen trägt))
- Olaf, für „Erfolgreichste Schlager-DVD des Jahres“ (Wenn der Anker fällt)
- Matthias Reim, für „Rock Schlager-DVD des Jahres (Unendlich live) / (Rock) Schlager Radio-Hit des Jahres (Einsamer Stern)“
- Tobias Reitz, für „Textdichter des Jahres“
- Di Quinto Rocco feat. Lara Bianca Fuchs, für „Ungewöhnlichstes Liebeslied aller Zeiten“ ('Bitte gib mir eine Chance 2013 2.0')
- Mary Roos, „Trau Dich-Award“ (Denk was du willst) (Verleihung nachträglich während der Verleihung des smago! Awards 2017)
- Manfred Schulte, für „Promotion-Urgestein der Schlagerszene“
- Sigrid & Marina, für „Die neuen Königinnen der Volksmusik“
- Florian Silbereisen, für „Entertainer des Jahres“
- Martin Simma, für „Produzent und Manager von voXXclub“
- Soundhouse Team, für „Bester Sound / beste Technikfirma“
- André Stade, für „Entdecker des Jahres“ (Franziska Wiese)
- Christin Stark, für „Popschlager-Hoffnung des Jahres“
- Mike Steffens, für „Veranstalter des Jahres“
- Isabel Varell, für „Vielseitigkeit“
- Hansy Vogt, für „15 Jahre ’Frau Wäber“
- Voxxclub, für „Shooting Stars des Jahres / Wiesn Hit 2013 (Rock mi)“
- Franziska Wiese, für „Entdeckung des Jahres / Ausblick 2014“
- Wolkenfrei, für „Hit-Tipp 2014“
- Wolfgang Ziegler, „Triple-Award“ (70 Jahre Wolfgang Ziegler, 50 Jahre Bühne, 25 Jahre Kult-Hit Verdammt)[11]

#### 2014

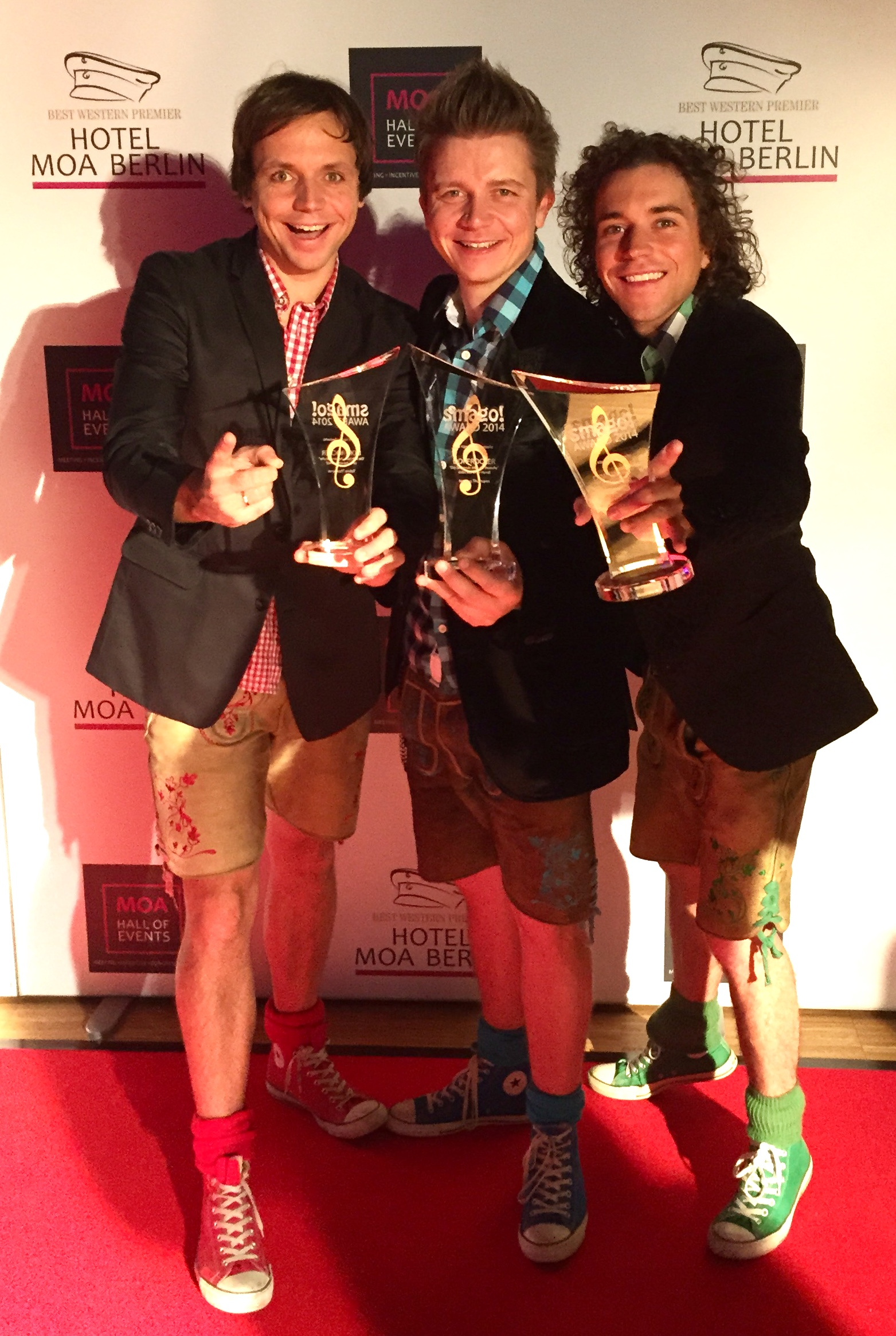
Dorfrocker beim smago! Award 2014

- Ross Antony, für „Ross – Der Schlager-Entertainer“
- Daniela Alfinito, für „Diskotheken-Dauerhit“ (Bahnhof der Sehnsucht)
- Die Amigos, für „Erfolgreichstes Schlager-Duo Europas“
- Christian Anders, für „Die Schlager-Legende“
- Bernhard Brink, für „Titanen-Award“
- Calimeros, für „Erfolgreichstes Schlager-Trio Europas“
- Alex Diehl, für „Entdeckung und Live-Sänger des Jahres“
- Dorfrocker, für „Könige der Festzelte“
- Duo Jamaha, für „Hit-Tipp 2015“
- Annemarie Eilfeld, für „Beste Live-Sängerin“
- Gilbert, für „Auf der Überholspur…“
- Linda Hesse, für „Königin der Radio-Charts“
- Michael Hirte, für „Erfolgreichster Instrumentalist der letzten 6 Jahre“
- Anita & Alexandra Hofmann, für „Cover-Version des Jahres“
- Ingo Insterburg, für „Vorläufiges Lebenswerk – Kleinkunst“
- Alexander Klaws, für „Vieleitigkeit“
- Markus Krampe, für „Event-Veranstalter des Jahres“
- Tom Mandl, für „Award für Völkerverbindung“
- Stefan Mross, für „Entertainer des Jahres“
- Remo, für „Das Chart-Phänomen“
- Semino Rossi, für „Erfolgreichster Sänger der letzten 10 Jahre“
- Peter Schilling, für „Album des Jahres“ (DNA)
- Jörn Schlönvoigt, für „Publikumsliebling aller Generationen“
- Michael Wendler, für „Medienstar des Jahres“
- Jack White, für „Lifetime Achievement Award“
- Anna-Maria Zimmermann, für „Erfolgreichste Pop- und Partyschlagersängerin“
- Frank Zander, für „Vorläufiges künstlerisches Lebenswerk + soziales Engagement“

- Oma Ella, für „ältester aktiver Schlagerfan“[12]

#### 2016
- Die Amigos, für „Erfolgreichstes Schlager-Duo Europas“
- Ross Antony, für „SchlagerStar 2015“ (Publikumspreis nach Abstimmung auf Schlager.de)
- Andy Borg, für „Entertainer des Jahres + Stadl Moderator der Herzen“
- Bernhard Brink, für „Erfolgreichste MDR-Sendung des Jahres + 100. Single Von hier bis zur Unendlichkeit“
- Die Cappuccinos, für „Die Kämpfer des Jahres + Erfolgreichste Gruppe in der ‘Jahresbilanz 2015 Rundfunk-Hitparaden Schlager/Volksmusik’“
- Larissa Felber, für „Der neue Kinderstar“
- Jean Frankfurter, für „Erfolgreichster Produzent der Gegenwart“
- Heino, für „50 Jahre Heino“
- Herzdame, für „Der smago! Solitär Award“
- Sascha Heyna, für „“Danke” Award“
- André Holst, für „Charity Award“
- Andrea Jürgens, für „Comeback des Jahres 2015/2016“
- Michael Jürgens, für „Bester, erfolgreichster Showproduzent des Jahres“
- Claudia Jung, für „Coveralbum des Jahres + soziales Engagement“ (Seitensprung)
- Mitch Keller, für „Neue Männer braucht das Land: Der neue Hoffnungsträger des Popschlagers“
- Stefanie Kilhof, für „“Danke” Award“
- Klubbb3, für „Hit-Tipp 2016“ (Du schaffst das schon)
- Edda Kraft, für „TV-Produzentin des Jahres“
- Christian Lais, für „Erfolgreichster Radio-Künstler“
- DJ Ötzi und Nik P., für „Jahrtausendhit-Duo“ (Ein Stern (… der deinen Namen trägt))
- Jürgen Oswald, für „“Danke” Award“
- Anni Perka, für „Entdeckung des Jahres – weiblich“
- Mathias Roska, für „Produzent des Jahres“
- Christian Scharfenberg, für „“Danke” Award“
- Ireen Sheer, für „Das ungewohnte und außergewöhnliche Album“ (Showtime)
- Ralph Siegel, für „Vorläufiges Komponisten- und Produzenten-Lebenswerk“
- Florian Silbereisen, für „Erfolgreichster Showmaster des Jahres“
- Isabel Varell, für „“Danke” Award“
- Voxxclub, für „Erfolgreichste Gruppe Volxpop“
- Jonathan Zelter, für „Entdeckung des Jahres – männlich“[13]

#### 2017
- Die Amigos, „Sonder-Award“ (für 3 Triple-Nummer-eins-Alben (D-A-CH) in Folge)
- Henry Arzig & Olaf Schenk für „(Party-)Veranstalter des Jahres“
- Bernhard Brink, für „Radio-Hit des Jahres“ (Von hier bis zur Unendlichkeit) und „Giganten Danke Award"“ (für 21 Jahre Top-Moderation der Sendung "Die Schlager des Jahres")
- Calimeros, für „Erfolgreichste Schweizer Schlagerband aller Zeiten“
- Dorthe für „60-jähriges Bühnenjubiläum“
- Jürgen Drews „smago! DANKE Award“ (für „Der Geburtshelfer des smago! Awards“)
- Beatrice Egli für „Erfolgreichster Schlager-Export aus der Schweiz und Multitalent“
- Fantasy für „Erfolgreichstes Schlager-Duo Deutschlands 2016“
- Dagmar Frederic „Ehrenaward“ (für humanitäres Engagement und künstlerische Vielseitigkeit)
- Gunter Gabriel für „Vorläufiges Lebenswerk eines deutschen Country-Stars“
- Haudegen für „Das besondere Album“ (Haudegen rocken Altberliner Melodien)
- Stefanie Hertel für „Erfolgreichste Moderatorin im MDR Fernsehen“
- Sascha Heyna für „Erfolgreichste Schlager-Tournee 2016/2017“ (Die große Schlager-Hitparade 2016/2017)
- Anita & Alexandra Hofmann für „Beste Tournee-Eigenproduktion des Jahres“ (100.000 Volt)
- Michael Jürgens für „Erfolgreichster Showproduzent des Jahres“
- Maite Kelly für „Die Schlager-Sensation des Jahres + Das Referenzalbum im Schlager“ (Sieben Leben für Dich)
- Klubbb3 für „Erfolgreichste Schlagerband Europas“
- Tanja Lasch für „Cover-Version des Jahres + heimlicher YouTube-Star unter den deutschen Popschlager-Sängerinnen“ (Die immer lacht)
- Robin Leon für „"Immer wieder sonntags" Sommer-Hitkönig mit großem Karriere-Potenzial“
- Monika Martin für „"Je oller, de doller …" – Die musikalische Metamorphose der Monika Martin“
- Jan Mewes für „Tournee-Produzent des Jahres“ (Nutten, Koks und frische Erdbeeren)
- Angelika Milster für „Deutschlands erfolgreichster Musiktheater-Star aller Zeiten!“
- Nicole „smago! Award für Wahrhaftigkeit“
- Olaf & Hans für „Die Chart-Sensation 2016“
- Nik P. für „Klubkonzert des Jahres“ (Club 99)
- Prince Damien für „Senkrechtstarter des Jahres“
- Mary Roos & Wolfgang Trepper für „Tournee-Produktion des Jahres“ (Nutten, Koks und frische Erdbeeren)
- Sandro für „Hit-Tipp 2017“
- Florian Silbereisen für „Erfolgreichster Showmaster des Jahres“[14]

#### 2018
- Ross Antony, „Darling des Jahres“-Award[15]
- Harry Blaha, „smago! Danke Award“ für seine Moderation der smago! Award Verleihung in Klaffenbach
- Bernhard Brink, für „Erfolgreichster Radio-Künstler der letzten Jahre“
- Jürgen Drews und Band, „Es war alles am besten“-Award für über 3 Stunden Power pur – auf höchstem musikalischen Niveau
- Dschinghis Khan und Heinz Gross, für „WELTWEIT erfolgreichste deutschsprachige Gruppe aller Zeiten“
- Beatrice Egli, „Wellness für die Seele“ Award
- Ute Freudenberg, „40 Jahre „Jugendliebe“ Award“
- Vincent Gross, „DER neue Hoffnungsträger des modernen (Pop-)Schlagers“ Award
- Manfred Hertlein, „Veranstalter des Jahres“
- Jay Khan, „smago! Kämpfer Award“
- Klubbb3, für „Erfolgreichste Schlager-Band Europas“
- Lollies, für „20-jähriges Hit-Jubiläum „Hölle, Hölle, Hölle“ („Wahnsinn“) – 25 Jahre LOLLIES“
- Benjamin Mäbert, „Projektleiter des Jahres“ (Das Schlager-Festival des Jahres)
- Martin Mann, „DAS Mega-Song Comeback“-Award
- Andreas Martin, „Junge, komm‘ bald wieder“-Award (entgegengenommen von seinem Sohn Alexander Martin)
- Alexander Martin, für „Start up Award für eine erfolgreiche Karriere als Rock-Schlagersänger“
- Michelle, für „25-jähriges Tonträger-Jubiläum“
- Nora Luisa, für „Newcomerin und Radio-Durchstarterin des Jahres“
- Alexa Tal, für „Trau dich“ Award
- Truck Stop, für „Europas erfolgreichste Country-Band aller Zeiten“
- Marie Wegener, für „Jüngste DSDS-Gewinnerin aller Zeiten“
- Ben Zucker, für „DER Shooting Star des Jahres“[16]

#### 2019
- Thomas Anders feat. Florian Silbereisen, für „Erfolgreichstes Schlager-Duett des Jahres 2018/2019“ „Sie sagte doch sie liebt mich“
- Ross Antony, „Der Goldene smago!“ für „den „goldigsten“ Schlager-Entertainer“
- Roberto Blanco, „Kult-Award“ für „Einer der letzten ganz, ganz großen Entertainer unserer Zeit“
- Christian Bruhn, „Seine Welt ist die Musik.“ – Vorläufiges Lebenswerk eines der größten Unterhaltungsschaffenden aller Zeiten für „Der Mann, der Marmor, Stein und Wunder erschuf“
- Die Cappuccinos, YouTube-Kanal des Jahres – „So schön klingt Europa“ für „Eine Reise-Doku (28 EU-Länder – 28 Vlogs) mit Musik und Interviews“
- Eloy de Jong, „Der Senkrechtstarter des Jahres“ für „Nr. 1-Album „Kopf aus – Herz an“ – solistisch noch erfolgreicher als in den besten Caught in the Act-Zeiten“
- Die Draufgänger, „Wiesn-Hit des Jahres 2018“ für Cordula Grün
- Peter Dreckmann, für „Bester, erfolgreichster und leidenschaftlichster Unterhaltungschef“ (MDR)
- Christian Geller, Produzent des Jahres
- Heino, „Lebenswerk – Lifetime Achievement Award“ für „Der populärste Deutsche seit Konrad Adenauer“
- Michael Jürgens, „Mr. Booombastic – Europas erfolgreichster Showreihen-Produzent“ für DER Auslöser des neuen „Schlagerboooms“
- Maite Kelly, „Das neue Referenzalbum im Schlager“ für „Die Liebe siegt sowieso“
- Klubbb3, „Erfolgreichstes Album einer Schlager-Band 2018“ (Wir werden immer mehr!)
- Christian Lais, „Der Sänger mit der Saphirstimme“ für „Bester Live-Sänger“
- Sonia Liebing, „Ausblick/Durchbruch-Tipp 2019“ für „Der neue Shootingstar des deutschen Schlagers?“
- The Lords, „Dienstälteste Beat- und Rockband der Welt“
- Mary Roos, „Award für Einzigartigkeit“
- Mary Roos & Wolfgang Trepper, „Danke Award“ für 170 „Nutten, Koks und frische Erdbeeren“ Vorstellungen (über 100.000 Zuschauer)
- Semino Rossi, „Europas vielseitigster Live-Entertainer“ für „Europas vielseitigster Live-Entertainer Erfolgreichster männlicher Schlagerstar der letzten 15 Jahre“
- Schlagerlegenden, „Live-Tournee des Jahres 2018“ für Graham Bonney, Michael Holm, Peggy March und Christin Deuker (Moderatorin der Tournee „Schlagerlegenden“)
- Die Schlagerpiloten, „Start up Award für die (Schlager-)Überflieger des Jahres“
- Florian Silbereisen, „Erfolgreichster Showmaster des Jahres + Der Liebling der smago! Leserinnen und Leser“  für „Das Nonplusultra in jeder Hinsicht“
- Hein Simons, „Legenden-Award“ für „Erfolgreichster Kinderstar aller Zeiten – und 50 Jahre später – im Duett mit sich selbst – immer noch in der Top-Liga“
- Stimmen der Berge, Crossover Award – „Klassik küsst Schlager“
- Wolfgang Trepper, „Bester, genialster und erfolgreichster Kabarettist des Jahres 2018 …“ für „… mit großer ‚Affinität‘ zum deutschen Schlager“
- Helena Vondráčková, Vorläufiges Lebenswerk des Weltstars aus Tschechien
- Voxxclub, „Erfolgreichste junge Volksmusikband 2018“
- Marie Wegener, „Schlager Single-Hit des Jahres 2018“ für „Königlich“[17]

#### 2020
- Christian Anders, „Das verkannte Genie“
- G. G. Anderson, „Der Mann mit dem “Gassenhauer-Gen”“
- Ross Antony, „Erfolgreichster Cover Artist“
- Gaby Baginsky, „50-jähriges Bühnenjubiläum“
- Cindy Berger, „Cindy & Bert“
- Olaf Berger, „ZDF-Hitparade”“
- Graham Bonney, „Teilnehmer der 1. ZDF-Hitparade“
- Cora, „3x dabei in der ZDF-Hitparade“
- Costa Cordalis, „In liebevoller und dankbarer Erinnerung“
- Dieter Dämkes, „Programmdirektor Hitparadio für die Mitarbeit am Projekt “50 Jahre Hitparade”“
- Michael Holm, „ZDF-Hitparade”“
- Uwe Hübner, „Moderator von 1990–2000“
- Stefanie Jasperneite, „Ausführende Produzentin der ZDF-Show“
- Claudia Jung, „ZDF-Hitparade”“
- Kimmig Entertainment, „ZDF-Show “50 Jahre ZDF-Hitparade”“
- Jan Kunath, „Moderation“
- Patrick Lindner, „ZDF-Hitparade”“
- Nina Lizell, „ZDF-Hitparade”“
- Johnny Logan, „Der legendäre König des ESC“
- Martin Mann, „ZDF-Hitparade”“
- Markus, „ZDF-Hitparade”“
- Münchener Freiheit, „Die erfolgreichste Band in der Aera Viktor Worms“
- Nicki, „Die absolute Nummer 1 mit den meisten Auftritten in der Aera Viktor Worms“
- Nicole, „ZDF-Hitparade”“
- Olaf der Flipper, „50 Jahre “Die Flippers”“
- Peter Orloff, „Dschungelkönig der Herzen / Teilnehmer der 1. ZDF-Hitparade“
- Die Paldauer, „Einzige männliche 3-fach Sieger in der Aera Uwe Hübner“
- Wolfgang Petry, „Gigant des Schlagers“
- Mark Pittelkau, „Bild für seine Medienberichterstattung“
- Dunja Rajter, „ZDF-Hitparade”“
- Randolph Rose, „ZDF-Hitparade”“
- Adam Schairer, „Adam & Eve“
- Ireen Sheer, „50-jähriges Bühnenjubiläum“
- Christian Stronczek, „Sony Music für die Tonträger-Reihe “50 Jahre ZDF-Hitparade”“
- Gina T., „Ikone des New Wave“
- Wolfgang Trepper, „Experte in Sachen ZDF-Hitparade“
- Frank Zander, „25 Jahre Hertha-Hymne / 25 Jahre Obdachlosenfest“
- Giovanni Zarrella, „Durchstarter / Senkrechtstarter des Jahres“[18]

#### 2021
2020
- Die Amigos, „Erfolgreichstes Schlager-Duo der Welt“
- Thomas Anders, „Erfolgreichster deutscher Unterhaltungskünstler aller Zeiten“
- Thomas Anders & Florian Silbereisen, „Erfolgreichstes neues Schlageralbum des Jahres 2020“ (Das Album)
- Andy Borg, „Das märchenhafte und märchenhaft schöne Schlageralbum“ (Es war einmal – Lieder, die Geschichten erzählen)
- Diana Burger, „Newcomerin des Jahres“
- Jürgen Drews, „Erfolgreichstes Album seiner Karriere“ (Das ultimative Jubiläums-Best-Of)
- Beatrice Egli, „Erfolgreichstes neues ‚Best Of‘ Album des Jahres“ (Bunt – Best Of)
- Vincent Gross, „König der Radio Charts „Deutschland Konservativ Pop“ 2020“
- Markus Krampe, „Manager des Jahres“
- Marina Marx, „Durchstarterin des Jahres + Hoffnungsträgerin des Rock-Schlagers“
- Kerstin Ott, „Erfolgreichstes Schlageralbum des Jahres“ (Ich muss dir was sagen)
- Ramon Roselly, „Senkrechtstarter des Jahres“
- Marianne Rosenberg, „Das #1-Album ihres Lebens + Das smago! Album des Jahres“ (Im Namen der Liebe)
- Die Schlagerpiloten, „Erfolgreichste Schlager-Crew Europas“
- Telamo, „Plattenfirma des Jahres“

2021
- Daniela Alfinito, „Doppel-Triple-Award“
- Nino de Angelo, „Das Mega-Comeback“ (Gesegnet & verflucht)
- Helga Hilpert, „Nachwuchs Schlagergöttin“
- Roland Kaiser & Maite Kelly, „Erfolgreichste Schlager-Duett-Single + Erfolgreichstes Schlagervideo aller Zeiten“ (Warum hast du nicht nein gesagt)
- Carmen Nebel, „Erfolgreichste TV-Moderatorin“ (Willkommen bei Carmen Nebel)
- Dieter Hallervorden, „Theaterpreis“
- Tony Marshall, „Lebenswerk“
- DJ Ötzi, „Party! Ohne! Ende! Award“
- Frank Schöbel, „Legenden Award“
- Ireen Sheer, „60-jähriges Bühnenjubiläum“

2020 / 2021
- Andy Borg, „Der König der Samstagabend-Unterhaltung in den Dritten“ (Schlager-Spaß mit Andy Borg)
- Christian Geller, „Produzenten-Award“
- Melissa Naschenweng, „Courage-Award“
- Ralph Siegel, „Erfolgreichste Hit-Zusammenstellung eines Komponisten des 3. Jahrtausends“
- Frank Zander, „Social Media Award“
- Giovanni Zarrella, „Nachhaltigkeits-Award für den Dauer-Erfolg“ (La vita è bella)

losgelöster smago! Award
- Bernhard Brink, „Bestes monatliches TV-Format“ (Die Schlager des Monats)
- Roland Kaiser, „Der Kaiser der ZDF-Hitparade“
- Roland Kaiser, „Soziales + Politisches Engagement – Unterhaltung mit Haltung“
- Mickie Krause, „Erfolgreichster deutscher Partyschlager- und Stimmungssänger + Erfolgreichster Megapark-Künstler aller Zeiten“
- André Rieu, „Walzerkönig – Der Superstar der populären Klassik“
- Stereoact, „Erfolgreichstes deutsches DJ- und Musikproduzenten-Duo“[19]

### Österreich & Südtirol

#### 2018
- Sepp Adlmann, „Danke Award“ für „Einfach “Danke für alles”“
- Die Amigos, für „Das in Österreich erfolgreichste Schlager-Duo“
- Andy Borg, für „Beliebtester Entertainer Österreichs“
- Die Cappuccinos, „“Startup” Award“ für „die Karriere in Deutschland und Österreich“
- Die Draufgänger, für „Durchstarter des Jahres – die Internetstars der Volksmusik“
- Die Edlseer, für „“Silberhochzeit” – 25 Jahre ‘Die Edlseer’“
- Hermann Egger, „Danke Award“ für „die hervorragende Unterstützung, das Vertrauen und für die äußerst angnehme Zusammenarbeit“
- Walter Egle, „Danke Award“ für „den Veranstaltungs-Kaiser Österreichs“
- Frei.Wild, für „Erfolgreichste Rockband“
- Petra Frey, für „Publikumsliebling – Dancing Star – Ausnahmesängerin“
- Oliver Haidt, für „Der “Hattrick Man” – 3 Nr. 1-Alben in Folge in Österreich“
- Hannah, für „Erfolgreichste Crossoverkünstlerin Österreichs“
- Die jungen Zillertaler, für „Die Party-Riesen der Volksmusik“
- Willy Lempfrecher, „Der Senkrechtstarter aus Südtirol“
- Monika Martin, für „Der Dornröschenschlaf ist vorbei …“
- Melissa Naschenweng, für „Durchstarterin des Jahres“
- Nockalm Quintett, für „Erfolgreichste Schlagerband Österreichs und Südtirols aller Zeiten“
- Nik P., für „DER Schlager Singer/Songwriter und Live-Künstler Österreichs“ + „Danke Award“ für „den geistige Vater des smago! Awards Österreich (& Südtirol)“
- Die Paldauer, für „50 Jahre “Die Paldauer”“
- Melanie Payer, für „Der neue Stern an Österreichs Popschlager-Himmel“
- Marc Pircher, für „25 Jahre Vollgas“
- Mela Rose, für „Hit-Tipp // Ausblick 2018“
- Rosi Schipflinger, „Danke- und Gastro Award“ für „50 Jahre “Rosi’s Sonnbergstuben” = 50 Jahre urige Gemütlichkeit und herzliche Gastlichkeit“
- Die Seer, für „Erfolgreichste Crossoverband Österreichs und Südtirols“
- Sigrid & Marina, für „Die jungen Königinnen der Volksmusik“
- Simone & Charly Brunner, für „Österreichs erfolgreichstes Schlagerpop-Duo“
- Stadlpost, „Special Award“ für „Auf der Überholspur …“
- Tourismusverband Schladming, „Danke Award“ für „die großartige und großzügige Unterstützung“
- Gustel Viertbauer, „Danke Award“ für „die grandiose (und noch dazu völlig selbstlose) Unterstützung in jeder Phase dieser Award-Verleihung“
- Wildecker Herzbuben, „Kult-Award“
- Jürgen Winter, „Danke Award“
- Zillertaler Trachtenwelt, „Danke Award“[1]

#### 2019
- Daniela Alfinito: für „Durchstarterin aus Deutschland“
- Allessa: für „die starke Stimme mit den starken Songs“
- Alpin KG: für „die neue Brass-Volksmusik-Sensation“
- Amigos: für „erfolgreichstes Schlager-Duo in Österreich und Südtirol“
- Christian Anders: für „die Schlagerlegende“
- Antonia aus Tirol: für „erfolgreichste und beständigste Pop- und Party-Schlagersängerin – 20-jähriges Jubiläum“
- Die Draufgänger: „Party-Band des Jahres“ + „Hit des Jahres“ (Cordula Grün)
- Gilbert: für „der Singer/Songwriter“
- Die großen 3 der Volksmusik: für „erfolgreichstes Musikprojekt – Die Giganten der Volksmusik“
- Die Grubertaler: für „erfolgreichste eigene CD-Reihe“ (Die größten Partyhits)
- Olaf Henning: für „bester deutscher Live-Act im Après Ski“
- Jonny Hill: für „40 Jahre ‚Teddybär – die Country Legende“
- Die Hollerstauden: für „Durchstarterinnen des Jahres und die neuen Internet-Königinnen“
- Die jungen Zillertaler: für „Silberhochzeit: 25-jähriges Bühnenjubiläum – 25 Jahre Partykracher“
- Musikapostel: für „die neuen Diskotheken-Könige“
- Melissa Naschenweng: für „Künstlerin des Jahres“
- Nickerbocker: für „Austro Pop- und NDW-Legende“
- Nockis: für „Schlagerband des Jahres“
- Jason Nussbaumer: „smago! Durchbruch-Tipp“ (Rebellenherz)
- Norbert Rier: für „die Volksmusik-Legende“
- Die Schlagerpiloten: „Start-Up-Award für die Karriere in Österreich & Südtirol“
- Schneiderwirt Trio: für „erfolgreichste traditionelle volkstümliche Band“
- Schürzenjäger: für „50 Jahre Schürzenjäger – die Legende lebt!“
- Vincent & Fernando: für „erfolgreichste Grand Prix der Volksmusik Teilnehmer aus Südtirol“[7]

#### 2024
- Nockis: „Österreichs erfolgreichste Schlagerband“
- Schürzenjäger: „Aufbruch in neue Zeiten – Die Legende lebt weiter …“
- Troglauer: „Volks-Pop-Party Band“
- Sunrise: „Beliebtestes und erfolgreichstes Popschlager-Duo Südtirols“
- Anna-Carina Woitschack: „Auch in Österreich auf der Zielgeraden zum Schlager-Superstar“
- Marc Pircher: „20-jähriges Hit-Jubiläum Sieben Sünden“
- Marco Ventre: „Beliebtester TV- und Rundfunk-Moderator Österreichs“
- Oliver Haidt: „Der Komet am Popschlager-Himmel“
- Uwe Busse: „Das Hit-Genie“
- Stereoact: „Erfolgreichstes DJ-Duo im Schlager“
- Sašo Avsenik & seine Oberkrainer: „Die neuen Könige der Oberkrainer-Musik“
- Hansi Hinterseer: „Ski-Legende und Kult-Sänger“
- Bata Illic: „Die Schlagerlegende“
- Alf Poier: „Ein musikalisches Farbenspiel“
- Mountain Crew: „Die Party-Hit-Garanten des Jahres“
- Gustl Viertbauer und Gerhard Hofbauer: „DANKESCHÖN Award …“
- Heino & Helmut Werner: „Heino FOREVER – Dream-Team Award“
- Peter Orloff: „Der Überraschungshit auf YouTube“
- The Rubettes feat. Bill Hurd: „50-jähriges Jubiläum des Welthits “Sugar Baby Love”
- Seer: „Lebenswerk“
- René le Blanc: „Newcomer-Award“
- Silvio Samoni: „Die goldene Stimme vom Wörthersee“

## Ranglisten
| Künstler                           | Preise |
| ---------------------------------- | ------ |
| Die Amigos                         | 7      |
| Bernhard Brink                     | 6      |
| Florian Silbereisen                | 6      |
| Ross Antony                        | 5      |
| Bernhard Brink                     | 5      |
| Jürgen Drews                       | 5      |
| Die Cappuccinos                    | 4      |
| Ute Freudenberg                    | 4      |
| Roland Kaiser                      | 4      |
| Klubbb3                            | 4      |
| Nik P.                             | 4      |
| Mary Roos                          | 4      |
| Wolfgang Trepper                   | 4      |
| Andy Borg                          | 3      |
| Thomas Anders                      | 3      |
| Beatrice Egli                      | 3      |
| Annemarie Eilfeld                  | 3      |
| Fantasy                            | 3      |
| Uwe Frank                          | 3      |
| Sascha Heyna                       | 3      |
| Michael Jürgens                    | 3      |
| Maite Kelly                        | 3      |
| Olaf Malolepski / Olaf der Flipper | 3      |
| Ireen Sheer                        | 3      |
| Isabel Varell                      | 3      |
| Voxxclub                           | 3      |
| Frank Zander                       | 3      |

| Künstler               | Preise |
| ---------------------- | ------ |
| Die Draufgänger        | 3      |
| Die Amigos             | 2      |
| Die jungen Zillertaler | 2      |
| Melissa Naschenweng    | 2      |
| Nik P.                 | 2      |
| Nockalm Quintett       | 2      |

| Künstler                           | Preise |
| ---------------------------------- | ------ |
| Die Amigos                         | 9      |
| Bernhard Brink                     | 6      |
| Nik P.                             | 6      |
| Florian Silbereisen                | 6      |
| Ross Antony                        | 5      |
| Die Cappuccinos                    | 5      |
| Jürgen Drews                       | 5      |
| Christian Lais                     | 5      |
| Andy Borg                          | 4      |
| Die Draufgänger                    | 4      |
| Ute Freudenberg                    | 4      |
| Roland Kaiser                      | 4      |
| Klubbb3                            | 4      |
| Mary Roos                          | 4      |
| Wolfgang Trepper                   | 4      |
| Daniela Alfinito                   | 3      |
| Christian Anders                   | 3      |
| Thomas Anders                      | 3      |
| Beatrice Egli                      | 3      |
| Annemarie Eilfeld                  | 3      |
| Fantasy                            | 3      |
| Uwe Frank                          | 3      |
| Sascha Heyna                       | 3      |
| Michael Jürgens                    | 3      |
| Maite Kelly                        | 3      |
| Olaf Malolepski / Olaf der Flipper | 3      |
| Melissa Naschenweng                | 3      |
| Die Schlagerpiloten                | 3      |
| Ireen Sheer                        | 3      |
| Isabel Varell                      | 3      |
| Voxxclub                           | 3      |
| Frank Zander                       | 3      |

## Besonderheiten
Künstler mit mehr als einem Preis bei einer Verleihung (3)
- 2021 (DEU):  Roland Kaiser

Künstler mit mehr als einem Preis bei einer Verleihung (2)
- 2013 (DEU):  Nik P.
- 2017 (DEU):  Bernhard Brink
- 2018 (AUT):  Nik P.
- 2019 (DEU):  Mary Roos,  Florian Silbereisen und  Wolfgang Trepper
- 2021 (DEU):  Thomas Anders und  Andy Borg

Künstler die mindestens einen smago! Award in Deutschland und Österreich & Südtirol erhielten
- 2018:  Die Amigos
- 2018:  Andy Borg
- 2018:  Charly Brunner
- 2018:   Die Cappuccinos
- 2018:  Monika Martin
- 2018:  Nik P.
- 2018:  Sigrid & Marina
- 2018:  Simone Stelzer
- 2019:  Daniela Alfinito
- 2019:  Christian Anders
- 2019:  Die Draufgänger
- 2019:  Gilbert
- 2019:  Die Schlagerpiloten
- 2020:  Die Paldauer
- 2021:  Melissa Naschenweng

## Diskografie
- 2013: Smago! Hits 2013 (Telamo, Erstveröffentlichung: 15. November 2013)[20]
- 2018: Die großen Stars & Gewinner aus Schlager & Volksmusik – Smago! Award 2018 (MCP/VM, Erstveröffentlichung: 23. März 2018)[21]